# Gare de Saint-Germain-au-Mont-d’Or
Gare de Saint-Germain-au-Mont-d’Or – stacja kolejowa w Saint-Germain-au-Mont-d’Or, w departamencie Rodan, w regionie Owernia-Rodan-Alpy, we Francji.
Jest stacją kolejową Société nationale des chemins de fer français (SNCF), obsługiwaną przez pociągi TER Rhône-Alpes.